# 賈吉德岩
賈吉德岩（英語：Jagged Rocks）是南極洲的岩石，位於特里尼蒂半島，處於哈特灣中部附近的霍普灣東部，在1903年由瑞典探險隊繪入地圖，現時由南極條約體系管理。